# Lev Kopelev
Lev Zalmanovitj (Zinovjevitj) Kopelev (ryska: Лев Залма́нович (Зино́вьевич) Ко́пелев, tyska: Lew Sinowjewitsch Kopelew), född 9 april 1912 i Kiev i dåvarande Kejsardömet Ryssland, död 18 juni 1997 i Köln i Tyskland, var en sovjetisk-tysk författare och dissident.
Lev Kopelev är den person som i Aleksandr Solzjenitsyns bok Den första kretsen är förebild för en av bokens huvudkaraktärer - Lev Rubin. ”En storvuxen karl med en biblisk profets frodiga svarta skägg; jude och partimedlem”. Den andre huvudpersonen Gleb Nerzjin var Solsjenitsyn själv. Den ene filolog, den andre matematiker. Boken bygger på verkliga händelser. Solsjenitsyn och Kopelev var båda internerade i ett specialfängelse - sjarasjka - i byn Mavrino utanför Moskva 1947. Kopelev som fortfarande var en brinnande kommunist debatterade ihärdigt med Solsjenitsyn. Båda kom att kalla debatterna för ”peripatetiskt seminarium över Rysslands öde”. De tillbringade 3 år på intilliggande britsar, trampade samma stigar i snön och arbetade 12 timmar per dag. Trots sina diametralt olika uppfattningar förblev trätobröderna goda vänner genom hela interneringen, men även efter Kopelevs frigivning 1954. Boken är därför en nyckelroman över deras fängelsetillvaro. Förste arkivarien vid Riksarkivet, Kari Tarkiainen, fann vid ett parallellt studium av bägge verken att Solsjenitsyn roman och Kopelevs memoarer faktamässigt nästan helt sammanfaller, vilket ger högt betyg åt Solsjenitsyns minnesarbete
Han föddes strax utanför Kiev i byn Borodjanka under sina första fem år. Hans far var agronom och moden hemmafru.
Han var en specialist på germanska språk; talade en klanderfri högtyska. Därutöver ukrainska då han var född i Kiev, men han behärskade även polska. Han var en skolad kännare av tyskt språk, kultur och litteratur. Många olika militära staber hade behov av hans väl behärskade tyska. Han tjänstgjorde vid tyskryska fronten i egenskap av germanist och major i en avdelning vars uppgift var att demoralisera tyska soldater. Kopelev tjänstgjorde vid 2:a vitryska frontens politiska ledning som chefsinstruktör ”för verksamhet inriktad på fientlig trupp och civilbefolkning”.     I krigsfångelägren tränade han upp motståndare till nazismen som ville hjälpa till med att smuggla sprängämnen, falska reichsmark, identitetshandlingar mm. Ett viktigt arbete bestod i att sprida flygblad på tyska över fronten och medelst högtalarbilar förmå de stridande tyskarna att vända vapnen mot Hitler. Det hände att de tyska soldaterna  ”kom ut en och en eller i små grupper”, varefter andra anslöt sig.   Vid Graudenz lyckades hans propagandatrupp framkalla myteri i ett tyskt regemente och kapitulation av en fästning. Han genomförde i åratal förhör med krigsfångar och upprättade rapporter.
I Ostpreussen kom han dock att vända sig mot de ryska soldater som uppträdde som banditer vilka massvåldtog kvinnor och flickor, mördade vapenlösa, förstörde allt som kom i deras väg förutom det de kunde bära med sig. Han hävdade att soldaterna inte fick döda och plåga fångar eller plundra polska och tyska bönder. Som kommunist ansåg han det oförenligt ”med vår ideologi att hämnas på ett folk”.   Hans medarbetare Beljajev, vilken var chef för den antifascistiska frontskolan, sköt fångar, våldtog och plundrade för att berika sig själv med bla piano, golvur och gobelänger. Därefter skrev han en anmälan till partikommittén att Kopelev ”ägnat sig åt att rädda tyskar och deras egendom och predikat medlidande med tyskarna”, vilket senare kom med i ett beslut från ett partisammanträde och medförde att han 1945 blev utesluten ur partiet ”för en avtrubbning av nit och vaksamhet vilket tagit sig uttryck i sympatier för tyskarna och i borgerligt humanistiska stämningar”. 